# Campsicnemus brevipes
Campsicnemus brevipes är en tvåvingeart som beskrevs av Van Duzee 1933. Campsicnemus brevipes ingår i släktet Campsicnemus och familjen styltflugor. Inga underarter finns listade i Catalogue of Life.